# Bidou III
Pour les articles homonymes, voir Bidou.
Bidou III est un village du Cameroun situé dans la région du Sud et le département de l'Océan, sur la route qui relie Akom II à Kribi, centre d'état-civil secondaire de la commune de Niété.

## Population
En 1967, la population était de 126 habitants, principalement des Boulou. Lors du recensement de 2005, on y dénombrait 191 personnes. Selon des sources locales plus récentes, publiées en 2015, le nombre d'habitants est estimé à 500 (Boulou) et 275 pygmées.

## Ressources
L'agriculture, la collecte de produits forestiers non ligneux (PFNL) et la chasse constituent les principales activités économiques du village.

## Infrastructures
La localité dispose d'un établissement scolaire public.